# NYFER
NYFER (Nyenrode Forum for Economic Research) is een Nederlands instituut dat toegepast wetenschappelijk onderzoek verricht. Het instituut werd in 1995 opgericht door Eduard Bomhoff, destijds hoogleraar economie aan Nyenrode en ondernemer Jaap Rosen Jacobson.

## Geschiedenis
Al in 1977 had econoom Eduard Bomhoff kritiek op het Centraal Planbureau (CPB), een overheidsinstituut dat economische prognoses en analyses maakt. Zijn kritiek betrof de rekenmodellen die het CPB gebruikt. Aan het eind van de jaren 80 groeide de kritiek uit tot weerzin tegen het CPB. In zijn ogen was het CPB opportunistisch en werd er niet gekeken naar nieuwe, ingrijpende maatregelen. Tevens kon hij zich niet vinden in de monopoliepositie die het CPB genoot. Dit leidde ertoe dat Bomhoff in 1995, samen met ondernemer Jaap Rosen Jacobson het instituut NYFER oprichtte. Bomhoff wilde aantonen dat hij met 90% minder personeel dan het CPB prognoses van vergelijkbare kwaliteit kon maken.
Bomhoff had na de oprichting moeite om aan opdrachten te komen. Als overheidsinstituut kon het CPB rekenen op steun; dat gold niet voor NYFER. Het meeste geld kwam dan ook uit het bedrijfsleven. Het instituut deed onderzoek naar projecten, maar het feit dat de opdrachtgevers baat hadden bij het uitvoeren van de projecten en de uitkomst van de onderzoeken steeds positief was deed Bomhoffs reputatie geen goed. De belofte die Bomhoff deed bij de oprichting van NYFER, namelijk dat er betere prognoses zouden komen dan van het CPB, werd niet waargemaakt. NYFER had in de eerste vijf jaar van het bestaan de economische groei niet vaker beter voorspeld dan het CPB.
In 2002 vertrok Bomhoff om minister van Volksgezondheid, Welzijn en Sport te worden in het kabinet-Balkenende I. Hij werd bij NYFER opgevolgd door Leo van der Geest en Micaela Kross. In 2003 liep het aantal opdrachten flink terug. Dit kwam vooral door bezuinigingen bij de overheid, inmiddels een belangrijke opdrachtgever. Een onderzoek naar het veiligstellen van de financiering mocht niet baten; op 18 december 2003 werd aangekondigd dat NYFER op de laatste dag van het jaar de deuren ging sluiten. Op dat moment werkten er zo'n 20 mensen bij het instituut. Alleen de afdeling die zich richtte op toegepast wetenschappelijk onderzoek bleef bestaan. Deze afdeling werd omgevormd tot een besloten vennootschap. De benodigde financiering kwam van Van der Geest.
In de aanloop naar de Tweede Kamerverkiezingen 2010 kwam NYFER in opspraak nadat bleek dat er fouten waren gemaakt in de voor de Volkskrant uitgevoerde berekeningen van koopkracht-effecten van de verschillende verkiezingsprogramma's. De PvdA kwam door deze fouten beter uit de bus, terwijl partijen als het CDA, VVD, PVV en D66 werden benadeeld. Dit kwam mede doordat er fouten werden gemaakt met optellen en aftrekken, terwijl aan de andere kant bijvoorbeeld negatieve effecten van een belasting op softdrugs onterecht bij AOW'ers werden doorberekend. D66-leider Alexander Pechtold haalde op zijn blog hard uit naar NYFER en de Volkskrant. De krant zag zich genoodzaakt een rectificatie op de voorpagina te plaatsen.
- Library of Congress Control Number: n96074994
- Virtual International Authority File: 138075391